# پروجت
پروجت (انگلیسی: ProJET) شرکت پالایش نفت مالزیایی است، که در سال ۱۹۹۹ تأسیس شد.